# Albert Ritserveldt
Albert Ritserveldt (Ophasselt, Geraardsbergen, 13 d'octubre de 1915 - Zottegem, 11 de març de 2002) va ser un ciclista belga que fou professional entre 1937 i 1948. En aquests anys aconseguí 9 victòries, sent les més destacades la Lieja-Bastogne-Lieja de 1939 i la setena etapa de la Volta a Catalunya de 1940, disputada el mateix dia que el Tercer Reich envaí França, Bèlgica, els Països Baixos i Luxemburg, motiu pel qual es retirà de la cursa aquell mateix dia.

## Palmarès
- 1939
  - 1r de la Lieja-Bastogne-Lieja
- 1940
  - Vencedor de la setena etapa de la Volta a Catalunya (La Seu d'Urgell - Figueres).
- 1941
  - 1r a Rode Ste.Genèse
- 1942
  - 1r a Drogenbos
  - 1r a Everbeek
  - 1r a Sinaai
  - 1r al Gran Premi de la vila de Zottegem
- 1943
  - 1r a Ophasselt
- 1946
  - 1r al Stadsprijs Geraardsbergen

### Resultats al Tour de França
- 1939. 9è de la classificació general. 3r del Gran Premi de la Muntanya

### Resultats al Giro d'Itàlia
- 1948. Abandona